# 関西倫理学会
関西倫理学会は、倫理学および道徳教育の研究を目的として1950年に創立された学会。
事務局を大阪府豊中市待兼山町1-5大阪大学大学院人文学研究科臨床哲学研究室内に置いている。

## 事業
- 学会、会報・機関誌の配布など[1]

## 機関誌
- 『倫理学研究』（1971年創刊）